# Sega a tazza

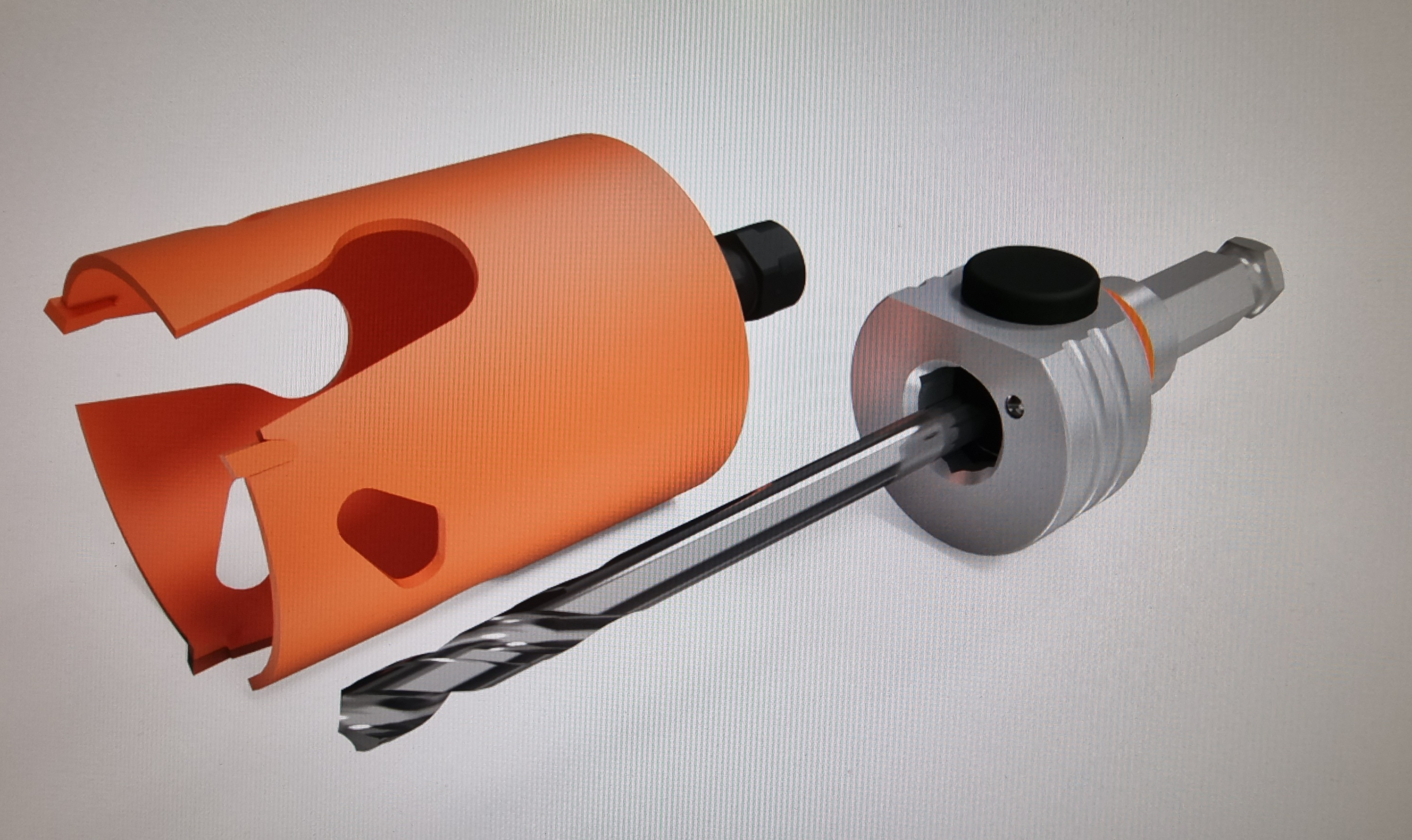
Sega a tazza in carburo di tungsteno TCT con mandrino

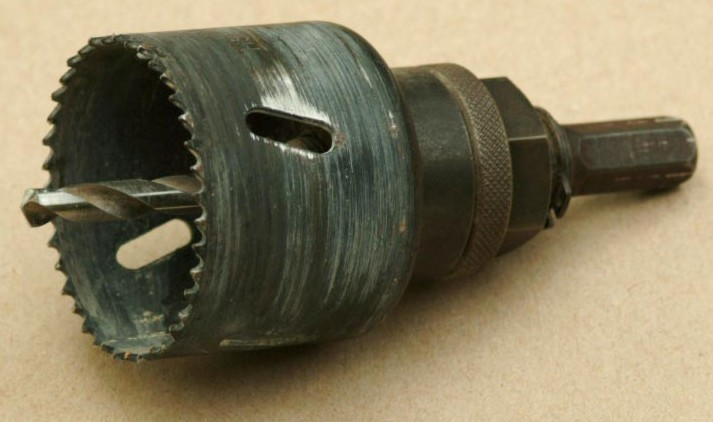
Una sega a tazza da 52 mm con punta centrale di guida.

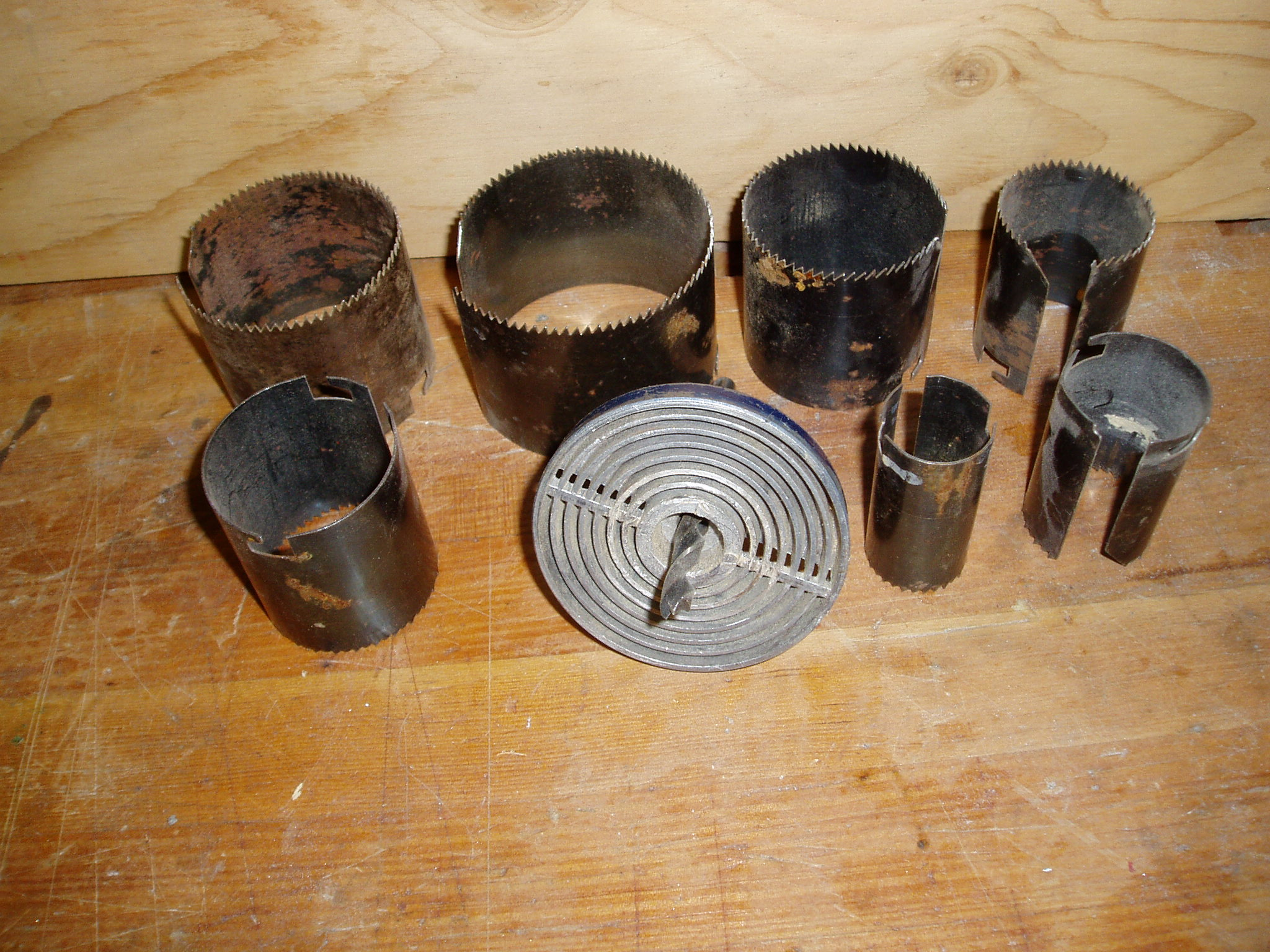
Una sega a tazza a diametro regolabile

Una sega a tazza è un tipo di sega di forma cilindrica che permette di fare velocemente buchi di grosso diametro su supporti ragionevolmente sottili.
Le seghe a tazza hanno una forma molto simile alle punte a corona, ma al posto di una superficie abrasiva diamantata si trovano i denti di una sega. Per questo la sega a tazza non è adatta al taglio di mattoni e piastrelle, ma piuttosto di materiali come legno, plastica, intonaco e metallo dolce.